# 伯朗大道

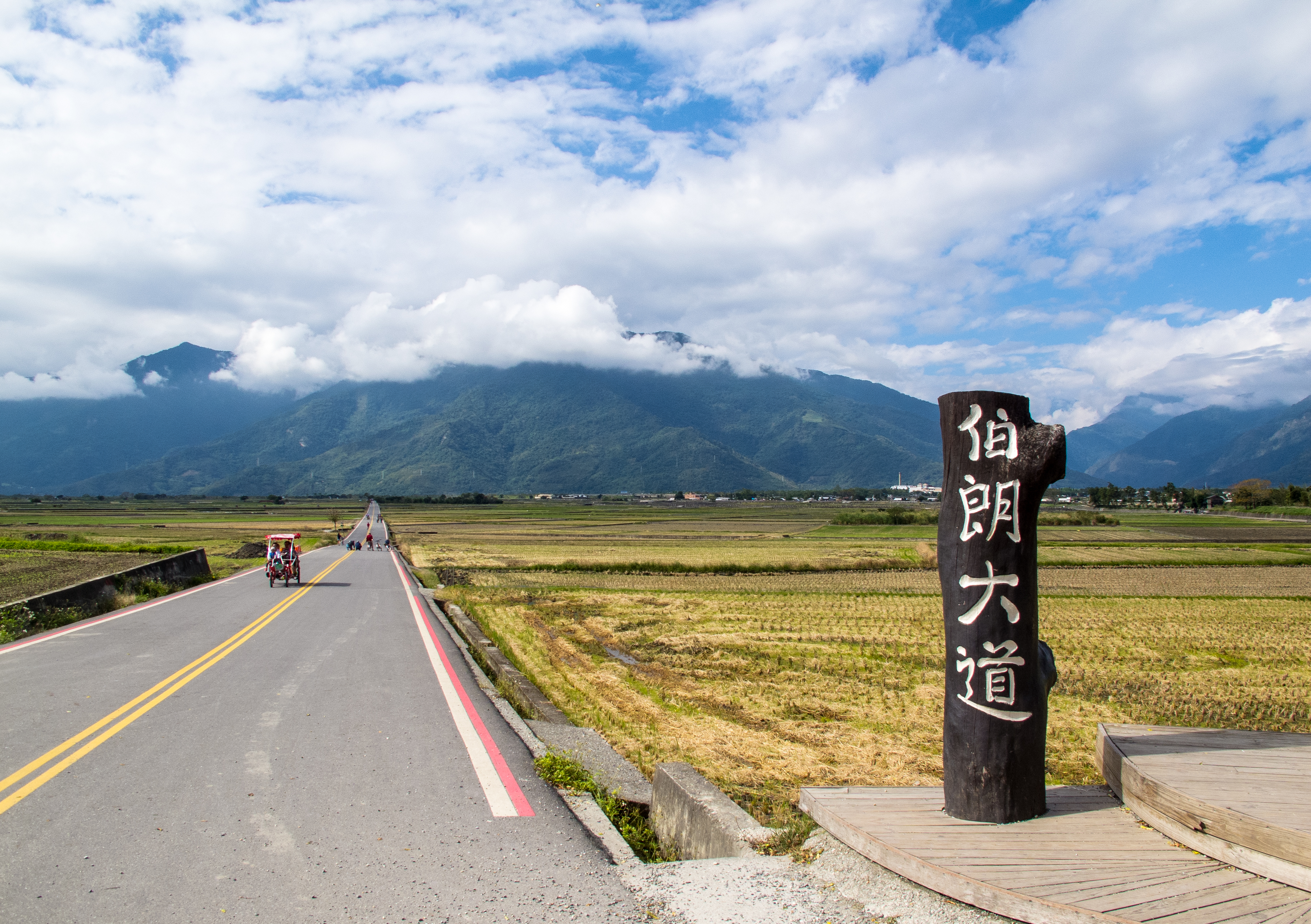
伯朗大道（攝於2015年）。

伯朗大道位於臺灣臺東縣池上鄉，正式的名稱為錦新三號道路；因伯朗咖啡在此拍攝了一支很美的廣告而聞名。金城武代言的長榮航空廣告來此取景，再度被注目，吸引了更多人潮，但因大量旅客湧進，造成當地農田作物受損，農民苦不堪言。
伯朗大道有一棵因長榮航空廣告而知名的茄苳樹，此樹被稱為「金城武樹」。金城武樹曾於2014年7月23日因麥德姆颱風的襲擊而倒下，目前此樹已原地種回，為了避免產業景觀面臨過度之壓力，台東縣政府於民國103年5月30日審查通過，劃設伯朗大道及天堂路周邊約175公頃範圍，公告為「池上新開園老田區文化景觀」。
2022年9月18日下午兩時，池上發生芮氏規模6.8強震，造成入口處的「伯朗大道」地標被震斷倒地。

## 外部連結
- 伯朗大道 - 台東觀光旅遊網 （页面存档备份，存于）
- 伯朗大道 - 花東縱谷國家風景區 （页面存档备份，存于）
- 池上新開園老田區 - 文化部文化資產局 （页面存档备份，存于）